# Арабская мирная инициатива
Арабская мирная инициатива (араб. مبادرة السلام العربية‎) — официальная инициатива арабских стран, принятая Лигой арабских государств (ЛАГ) в Бейруте 28 марта 2002 года и направленная, согласно её тексту, на достижение всеобъемлющего мира с Израилем и окончание арабо-израильского конфликта при главном условии отступления Израиля с оккупированных им в 1967 году территорий (включая Голанские высоты и фермы Шебаа) и признания им Государства Палестина на Западном берегу реки Иордан и в секторе Газа со столицей в Восточном Иерусалиме.

## Принятие инициативы
Инициатива была выдвинута наследным принцем Саудовской Аравии Абдалой. В 2002 году инициатива была одобрена на саммите Лиги арабских государств в Бейруте. В 2007 году ЛАГ вновь подтвердила свою инициативу на саммите в Эр-Рияде.

## Суть инициативы
В инициативе говорится, что справедливый и всеобъемлющий мир на Ближнем Востоке является для арабских стран стратегической целью, и он должен быть достигнут в соответствии с международным правом, требующим аналогичных обязательств со стороны правительства Израиля.
В связи с этим ЛАГ предлагает Израилю:
- Полностью отступить с оккупированных с июня 1967 года территорий до границ 4 июня 1967 года, включая уход с принадлежащих Сирии Голанских высот и захваченной территории в Южном Ливане (фермы Шебаа).
- Достичь путём обсуждений справедливого разрешения проблемы палестинских беженцев в соответствии с 194-й резолюцией ООН. В отличие от более ранней позиции ЛАГ, инициатива не требует безоговорочного права палестинских беженцев на возвращение на территорию Израиля.
- Согласиться с созданием независимого и суверенного палестинского государства на оккупированных с 4 июня 1967 года палестинских территориях на Западном берегу Иордана и в секторе Газа, со столицей в Восточном Иерусалиме.

В ответ арабские страны обязуются:
- Считать арабо-израильский конфликт завершённым, подписать мирный договор с Израилем и обеспечивать безопасность для всех государств на Ближнем Востоке.
- В рамках всеобъемлющего мира установить нормальные отношения с Израилем.
- Отвергать все требования палестинцев, выходящие за рамки данной инициативы.

В тексте инициативы арабские государства призывали правительство Израиля и всех его граждан принять данную инициативу с целью сохранить возможность достижения мира, остановить кровопролитие и позволить арабским странам и Израилю жить в мире и добрососедстве, обеспечив будущим поколениям безопасное и стабильное существование. Также ЛАГ призвала мировое сообщество, все страны и организации поддержать данную инициативу.

## Отношение в арабском мире
Инициатива была поддержана всеми арабскими странами и председателем Палестинской автономии Махмудом Аббасом. Радикальное палестинское движение ХАМАС настроено против инициативы. За день до принятия инициативы, 27 марта 2002 года, в канун еврейского праздника Песах, ХАМАС провел теракт в отеле «Парк» в Нетании, в результате чего погибло 30 израильтян. В ответ на этот и предыдущие теракты правительство Израиля начало против Палестинской автономии операцию «Защитная стена». Эти события отвлекли внимание от принятия ЛАГ мирной инициативы. При голосовании по поводу инициативы на саммите ЛАГ в Эр-Рияде в 2007 году представители ХАМАС воздержались.

## Отношение в Израиле
Израиль до сих пор не дал официального ответа на инициативу ЛАГ. Левые партии в Израиле одобрили инициативу (Мерец полностью, Авода с рядом оговорок), центристы высказали сдержанный оптимизм и заявили, что инициатива требует дополнительных обсуждений (Еш Атид). Представители правых, в том числе премьер-министр Израиля, глава партии Ликуд, Биньямин Нетаньяху и министр иностранных дел Израиля, глава партии НДИ, Авигдор Либерман, отвергли инициативу и подвергли её резкой критике. В 2009 г. Либерман назвал инициативу «опасным предложением и рецептом по разрушению государства Израиль».
В 2016 году, после вступления в должность министра обороны, Авигдор Либерман заявил:

В «саудовской инициативе» есть немало положительных элементов, которые могут помочь возобновлению конструктивного диалога с палестинцами. Достижение мира с палестинцами и остальными нашими соседями — это моя обязанность, о которой я все время помню.
Оригинальный текст (иврит)ביוזמה הערבית יש אלמנטים חיוביים שמאפשרים דיאלוג רציני עם כל השכנות באזור. מחויב להשיג שלום עם שכנינו הפלסטינים ועם כל שכנינו.
— 
Согласно опросу, проведённому в 2008 году, большинство израильтян (57 %) отвергали арабскую мирную инициативу, а большинство арабских респондентов в Палестинской национальной администрации (67 %) — её поддерживали. Опрос, проведённый в 2013 году и опубликованный на сайте Аль-Монитор, показал, что большинство израильтян (55 %) «в какой-то степени поддержали инициативу после того, как им была разъяснена её суть».